# Wartmannstetten
Wartmannstetten è un comune austriaco di 1 613 abitanti nel distretto di Neunkirchen, in Bassa Austria; ha lo status di comune mercato (Marktgemeinde). Il 1º gennaio 1971 ha inglobato i comuni soppressi di Hafning, Ramplach, Straßhof e Unterdanegg.